# Phalanger lullulae
Phalanger lullulae är en pungdjursart som beskrevs av Oldfield Thomas 1896. Phalanger lullulae ingår i släktet kuskusar och familjen klätterpungdjur. IUCN kategoriserar arten globalt som starkt hotad. Inga underarter finns listade.

## Utseende
Arten blir med svans 64 till 72 cm lång och den väger 1,5 till lite över 2 kg. Den korta och ulliga pälsen har på ovansidan oregelbundna ljusbruna och vita mönster. På den vita undersidan förekommer flera mörka punkter. Variationen mellan olika exemplar är stor. Huden i ansiktet är svart, förutom vid näsans spets som är rosa. Den långa svansen har en naken spets som används som gripverktyg. Phalanger lullulae har vid framtassarna två motsättliga fingrar (första och andra).

## Utbredning
Pungdjuret förekommer på öarna Woodlark, Alcester och Madau som ligger öster om Nya Guinea. Habitatet utgörs av fuktiga skogar och människans odlingar. Honor föder en unge per kull.

## Ekologi
Individerna är aktiva på natten och de vilar på dagen i trädens håligheter. Phalanger lullulae klättrar nästan hela livet i träd. När honan inte är brunstig lever varje individ ensam. När två vuxna exemplar träffar varandra är de ofta aggressiva.
Enligt regionens lokala befolkning äter arten blad från klätterväxter. Dessutom antas att frukter och smådjur ingår i födan. Efter födelsen kravlar den underutvecklade ungen till moderns pung (marsupium) och stannar där en tid. Äldre ungdjur håller sig fast på honans rygg.